# Шарм еш-Шейх
Шарм еш-Шейх (на арабски: شرم الشيخ) е курортен град в Египет и пристанище на Червено море. Той е най-важният град в Южносинайската област.

## География
Намира се в южната част на Синайския полуостров. Пътят от Исмаилия и Таба до Шарм еш-Шейх с автомобил отнема около 4 и 3 часа съответно.
Разположен на нос, градът заема стратегическа позиция. Намира се в Тиранския проток, на входа на залива Акаба.

## История
Някога е бил рибарско селище, но става голямо пристанище и военноморска база на Египет. Превзет е от Израел през 1956 г., но Египет си го връща през 1957 г. Оттогава до 1967 г. Организацията на обединените нации поддържа мироопазващи сили.
През 1967 г. избухва Шестдневната война и градът е отново превзет от израелската армия. Окупиран е от израелски войски до 1982 г., когато Синайският полуостров е върнат на Египет. По време на израелската окупация градът носи името Мифрац Шломо („Соломонов залив“).
В града са проведени няколко важни мирни конференции за Близкия изток, включително по споразумението от 4 септември 1999 г. за възстановяване на палестинското самоуправление в Ивицата Газа. Втора среща на върха се състои в Шарм еш-Шейх на 17 октомври 2000 г. след избухването на втората палестинска интифада, но тя не успява да прекрати насилието.
През последните години преживява 2 големи бедствия. На 3 януари 2004 г. самолетът, обслужващ полет 604 на „Флаш Еърлайнс“, се разбива в Червено море малко след като излита от летището в Шарм еш-Шейх. На 23 юли 2005 г. градът става обект на бомбени атентати, които отнемат живота на десетки хора.

## Икономика
Шарм еш-Шейх е бил голямо пристанище, но след строгите закони за околната среда, приети през 1990-те години, търговският стокообмен намалява.
Главната индустрия в града е туризмът, което се дължи на пейзажа, целогодишния сух и умерен климат и дългите плажни ивици. Водата е чиста и спокойна през по-голямата част от годината и се предлагат условия за различни водни спортове, например водолазно гмуркане.
В града може да се отседне в хотели като „Риц Карлтън“ и „Четирите сезона“, както и да се похапне на места като „Планет Холивуд“, „Хардрок Кафе“, „Буда Бар“ и Luxe.
На 40 км. в североизточна посока се намира заливът Наама, където са построени международни хотели и се предлагат развлекателни програми.

## Забележителности
В най-южната част на полуострова се намира резерватът „Рас Мохамед“. Намира се в южната част на Синайския полуостров – истински рай за гмуркачите и любителите на природата. Подводният свят на Рас Мохамед впечатлява с богатството си от коралови образувания и яркоцветни риби, които създават уникална палитра под водата. Резерватът предлага на посетителите едно неповторимо подводно приключение, изпълнено с красота и разнообразие.